# Yang Yu (Schwimmerin)
Yang Yu (chinesisch 杨雨, Pinyin Yáng Yǔ; * 6. Februar 1985 in Hangzhou) ist eine chinesische Freistilschwimmerin.
Yang Yu gewann ihre erste internationale Medaille bei den Weltmeisterschaften 2001 in Fukuoka über 200 m. Noch erfolgreicher verliefen die Weltmeisterschaften zwei Jahre später in Barcelona. Mit der 4 × 100-m-Lagenstaffel gewann sie die Goldmedaille, über 200 m und mit der 4 × 200-m-Freistilstaffel Bronze. Auch die Olympischen Spiele 2004 in Athen verliefen für die Sportlerin aus Zhehang erfolgreich. Auf der Einzelstrecke 200 m Freistil scheiterte sie noch im Halbfinale, mit der 4 × 100-m-Freistilstaffel wurde sie Achte und damit Letzte im Finale. Doch mit der 4 × 200-m-Freistilstaffel konnte sie mit der Staffel Chinas die Silbermedaille gewinnen. Am 18. Januar 2004 stellte sie in Berlin zudem mit einer Zeit von 2:04,04 min einen neuen Rekord im Schmetterling auf, der erst am 13. Dezember 2007 von Otylia Jędrzejczak gebrochen wurde.
Die WM in Montreal brachte für Yang Yu den erneuten Gewinn einer Medaille über 200 m, dieses Mal Bronze. Mit der 100-m-Freistilstaffel belegte die Chinesin Rang sechs. Den bislang einzigen Titel auf einer Einzelstrecke gewann sie 2006 bei den Kurzbahnweltmeisterschaften in Shanghai über 200 m Freistil. Zudem kam mit der 4 × 200-m-Freistilstaffel Silber und über 200 m Schmetterling Bronze hinzu. Weniger erfolgreich verliefen die Weltmeisterschaften 2007 in Melbourne. Nur mit der 4 × 100-m-Freistilstaffel erreichte Yang das Finale und wurde dort Siebte. Bei den Olympischen Sommerspielen 2008 in Peking trat sie nur mit der 4 × 200-m-Freistilstaffel an und gewann mit dieser hinter den Siegerinnen aus Australien in neuer Asienrekordzeit von 7:45,93 min Silber.
2009 gewann Yang in Rom ihren zweiten Weltmeisterschaftstitel mit der 4 × 200-m-Freistilstaffel in neuer Weltrekordzeit. Sie startete auch im Einzelwettbewerb über die 200 m Freistil und belegte im Finale den fünften Platz.

## Rekorde
| Weltrekorde (1)                            | Weltrekorde (1) | Weltrekorde (1) | Weltrekorde (1) |
| ------------------------------------------ | --------------- | --------------- | --------------- |
| 4 × 200 m Freistil (mit Zhu, Liu und Pang) | 07:42,08 min    | 30. Juli 2009   | Rom             |
| (Stand: 7. August 2010)                    |                 |                 |                 |